# Eddy Cobiness
Eddy Cobiness (* 17. Juli 1933 in Warroad, Minnesota, USA; † 1. Januar 1996 in Winnipeg, Manitoba, Kanada) war ein kanadischer Künstler vom Stamm der Ojibwe. Er war Gründungsmitglied der Professional Native Indian Artists Inc., bekannt als „Indian Group of Seven“, und ein wichtiger Vertreter der Woodland School of Art.

## Leben
Eddy Cobiness wuchs im Buffalo Point First Nation Reservat im Südosten Manitobas auf. Schon als Kind zeigte er künstlerisches Talent und zeichnete Vögel in Sand, Schnee oder auf Pappe. Während seines Militärdienstes in den 1950er Jahren entdeckte er die Aquarellmalerei und vertiefte sein Verständnis von Farbe und Komposition. In den 1960er Jahren wurden Eddy Cobiness' Tusche- und Aquarellzeichnungen kommerziell erfolgreich, was ihn dazu veranlasste, eine professionelle Künstlerkarriere zu verfolgen. Seine Werke wurden in bedeutende Sammlungen aufgenommen, darunter die von Königin Elisabeth II., des ehemaligen kanadischen Premierministers Jean Chrétien und des Oscar-Preisträgers Charlton Heston.
1972 gründete Eddy Cobiness zusammen mit den Künstlern Daphne Odjig, Alex Janvier, Norval Morrisseau, Jackson Beardy, Joseph Sanchez und Carl Ray die Professional Native Indian Artists Inc. auch bekannt als Indian Group of Seven. Offiziell wurde die Gruppe 1975 gegründet, und obwohl auch andere Künstler eingeladen wurden, der Gruppe beizutreten, waren es diese sieben Künstler, die nach Winnipeg reisten, um das historische Kollektiv zu gründen. Eddy Cobiness fand Arbeit als Grafikdesigner, bevor er zu einem gefeierten zeitgenössischen Künstler der First Nations wurde. Später unterrichtete er Kunststudenten.  
Eddy Cobiness wurde von dem Ojibwe-Künstler Benjamin Chee Chee inspiriert. Unter dem Einfluss von Chee Chee begann Cobiness mit abstrakteren und stilisierten Werken zu experimentieren, eine deutliche Abkehr von seiner frühen realistischen Malerei. Eddy Cobiness starb am 1. Januar 1996 in Winnipeg, Manitoba, an den Folgen von Diabetes mellitus. Sein Beitrag zur Kunst der Ureinwohner Kanadas wird nach wie vor geschätzt und seine Werke sind in zahlreichen Sammlungen und Galerien vertreten.

## Werk
Eddy Cobiness' Kunst ist geprägt von Darstellungen der Natur und des Lebens im Freien. Seine frühen Arbeiten waren realistische Illustrationen von Natur- und Dorfszenen, die sich später zu abstrakteren Darstellungen von stilisierten Tieren und wilden Tieren entwickelten. Er arbeitet mit verschiedenen Medien wie Öl, Acryl, Tinte, Aquarell und Buntstift.
Später in seiner Karriere begann Eddy Cobiness, seine Werke mit seiner Vertragsnummer 47 (eine spezifische Nummer, die einem Vertrag – englisch: treaty – zugeordnet ist, der zwischen indigenen Völkern und der Regierung abgeschlossen wurde) zu signieren. Diese Nummer erschien neben seiner Unterschrift und dem Datum. Das Signieren mit einer Vertragsnummer war ein Akt des Protests gegen den Versuch der kanadischen Regierung, die indigenen Völker zu assimilieren. Auch andere indigene Künstler, darunter Alex Janvier, signierten ihre Werke mit einer Vertragsnummer. Cobiness nutzte seine Kunst als Plattform, um auf die Unterdrückung der First Nations durch die kanadische Regierung aufmerksam zu machen.